# 上海四方锅炉厂
上海四方锅炉厂是中國上海歷史上一家工业锅炉和压力容器製造廠，成立於1931年。創始人是蔡正粹。當時蔡正粹在長治路创设四方机电工程公司。1936年10月，该廠为江苏常州民丰印染厂设计制造了中華民國第一台水管锅炉。1955年改名为上海四方锅炉厂。2010年，上海四方锅炉厂核心技术团队加入上海工业锅炉研究所有限公司，並且上海四方锅炉厂的注册商标由上海工业锅炉研究所有限公司持有。